# 法国1875年宪法
1875年宪法（法語：Lois constitutionnelles de 1875）是法国国民议会在1875年二月至七月期间通过的一部宪法。该宪法建立了法兰西第三共和国 。
这部宪法能被大致分为三部分：
- 1875年2月24日的参议院组织法
- 1875年2月25日的政权组织法
- 1875年7月16日的政权机构关系法

从严格意义上来讲，1875年宪法并非一部真正的宪法。它所建立的法兰西第三共和国也是法国历史上唯一一个不是由一部真正的宪法来完成其定义和组织的共和国。最终，1875年宪法在第四共和憲法颁布时被正式废除。

## 內容
A:行政权：行政权力归于总统。总统是国家元首和军队最高统帅。他由参议院和众议院联席会议选出。经众议院同意有权任命内阁；经参议院赞同下有权解散众议院。
B:立法权：立法权归于由参议院和众议院组成的两院制议会。众议院议员由成年男子直接选出，任期四年；参议院议员由间接选举产生，任期九年，每三年改选其中的三分之一。参议院有权否定众议院的议案。选民实际上受财产资格和在法国居住时期的限制。
C:总统任期七年可连选连任。